# Linia kolejowa nr 310
Linia kolejowa nr 310 – nieczynna linia kolejowa, łącząca stację Kobierzyce ze stacją Piława Górna.
Ruch pociągów pasażerskich na linii wstrzymano w 1995 roku, a ruch pociągów towarowych zawieszono w czerwcu 2001 roku. Od kilku lat zarząd nad linią planował przejąć samorząd województwa dolnośląskiego. 29 kwietnia 2019 r. podpisano protokół przejęcia linii przez samorząd województwa.
13 października 2021 roku ogłoszono przetarg na przygotowanie placu budowy na odcinku Łagiewniki Dzierżoniowskie – Piława Górna (17,345 km) pod rewitalizację linii polegającej na oczyszczeniu z roślinności oraz starego torowiska, a 9 grudnia 2022 roku ogłoszono przetarg na wykonanie prac rewitalizacyjnych dla tego odcinka. Prace mają zakończyć się do końca maja 2024 roku. Do likwidacji przeznaczono dawny przystanek w Przystroniu Śląskim, natomiast w Niemczy na 30,8-30,9 km linii ma powstać nowy przystanek osobowy o nazwie Niemcza Miasto. Pociągi mają kursować z prędkością 80 km/h.